# Comuna Poarta Albă, Constanța
Poarta Albă este o comună în județul Constanța, Dobrogea, România, formată din satele Nazarcea și Poarta Albă (reședința). Situarea comunei pe linia ferată Constanța - București îi creează bune mijloace de comunicație cu alte comune din zonă și chiar cu întreg județul.
Drumurile publice însumează 64,5 km, din care asfaltate 3,5 km, pietruite 21 km, drumuri de pământ 10 km.

## Demografie
Componența etnică a comunei Poarta Albă
     Români (85,72%)
     Romi (2,06%)
     Turci (1,11%)
     Alte etnii (0,75%)
     Necunoscută (10,36%)
Componența confesională a comunei Poarta Albă
     Ortodocși (83,66%)
     Musulmani (3,06%)
     Alte religii (2,47%)
     Necunoscută (10,81%)
Conform recensământului efectuat în 2021, populația comunei Poarta Albă se ridică la 5.587 de locuitori, în creștere față de recensământul anterior din 2011, când fuseseră înregistrați 5.208 locuitori. Majoritatea locuitorilor sunt români (85,72%), cu minorități de romi (2,06%) și turci (1,11%), iar pentru 10,36% nu se cunoaște apartenența etnică. Din punct de vedere confesional, majoritatea locuitorilor sunt ortodocși (83,66%), cu o minoritate de musulmani (3,06%), iar pentru 10,81% nu se cunoaște apartenența confesională.

## Politică și administrație
Comuna Poarta Albă este administrată de un primar și un consiliu local compus din 15 consilieri. Primarul, Vasile Delicoti[*], de la Partidul Național Liberal, este în funcție din 2008. Începând cu alegerile locale din 2024, consiliul local are următoarea componență pe partide politice:
|  | Partid                          | Consilieri | Componența Consiliului | Componența Consiliului | Componența Consiliului | Componența Consiliului | Componența Consiliului | Componența Consiliului | Componența Consiliului | Componența Consiliului | Componența Consiliului | Componența Consiliului |
|  | ------------------------------- | ---------- | ---------------------- | ---------------------- | ---------------------- | ---------------------- | ---------------------- | ---------------------- | ---------------------- | ---------------------- | ---------------------- | ---------------------- |
|  | Partidul Național Liberal       | 10         |                        |                        |                        |                        |                        |                        |                        |                        |                        |                        |
|  | Alianța pentru Unirea Românilor | 3          |                        |                        |                        |                        |                        |                        |                        |                        |                        |                        |
|  | Partidul Social Democrat        | 2          |                        |                        |                        |                        |                        |                        |                        |                        |                        |                        |